# Thy Art Is Murder
Thy Art Is Murder est un groupe de deathcore australien, originaire de Blacktown, Sydney. Le groupe, formé en 2006, compte trois EPs et quatre albums, et est en actuel contrat avec les labels Distort au Canada et Nuclear Blast dans le monde entier. 
Leur EP Infinite Death, publié en 2008, atteint la 10e place des AIR Charts, et leur deuxième album studio, Hate débute 35e aux ARIA Charts, ce qui fait d'eux le premier groupe de metal extrême à atteindre le top 40 de ce classement. L'album atteint également la première place au AIR et la deuxième et quatrième places, respectivement, dans les classements iTunes américains et canadiens dès sa semaine de parution.

## Biographie

### DébutsInfinite Death(2007) etThe Adversary(2006–2010)
Formé en 2006, dans la zone ouest de Sydney, le groupe se compose à l'origine du chanteur Brendan Van Ryn, des guitaristes Gary Markowski et Sean Delander, du bassiste Josh King et du batteur Lee Stanton. Motivés par la scène deathcore australienne locale, les membres enregistrent une démo composée de trois pistes intitulée This Hole Isn't Deep Enough for the Twelve of You. Ils reviennent au studio en 2008 pour enregistrer leur second EP intitulé Infinite Death, qui a gagné de l'attention grâce aux titres et paroles misogynes de Van Ryn. L'EP atteint la 10e place du classement AIR Charts. Cinq ans après parution, la chanteuse américaine Katy Perry attribue, par inadvertance, plus de popularité au groupe lorsqu'elle tweet la vidéo d'un fan jouant leur chanson Whore to a Chainsaw avec les pattes de son chat,.
Après deux ans de tournées internationales sans relâche, Van Ryn quitte le groupe car trop de différences créatives et pas assez d'évolution dans leur sonorité death metal. Son départ est annoncé en 2008. Un an passe avant que le groupe Thy Art Is Murder ne trouve un nouveau chanteur qui n'est autre que Chris « CJ » McMahon, membre du groupe metalcore Vegas in Ruins. Le groupe est tellement impressionné par son grunt lors de son audition qu'il est immédiatement accepté durant 2009. Le bassiste Mick Lowe remplace King peu avant l'enregistrement du nouvel album The Adversary, commercialisé en 2010,,,.

### Hate(2011–2014)
2011 voit de nombreux changements dans la formation du groupe, notamment le départ du membre fondateur et guitariste Gary Markowski.  Delander décide de passer de la guitare à la basse, laissant l'occasion à Andy Marsh et Tom Brown du groupe deathcore de Brisbane The Ailment de devenir les guitaristes remplaçants. la tournée européenne de 2012, aux côtés de War from a Harlots Mouth et As Blood Runs Black, achevée, le groupe traverse New York, aux États-Unis, pour y enregistrer son second album avec le producteur Will Putney aux studios The Machine Shop. Après leur tournée australienne aux côtés de Fear Factory en septembre 2012, l'album Hate est commercialisé le 19 octobre 2012. Le premier single, Reign of Darkness, passe en avant-première sur la station de radio de Triple J, The Racket, le 18 septembre,,.
L'album débute à la 35e place aux ARIA Charts, ce qui fait de Thy Art Is Murder le premier groupe extreme metal atteindre le top 40 de ce classement. L'album atteint également la première place sur AIR, et la deuxième et quatrième places, respectivement, aux charts iTunes américains et canadiens dès sa semaine de parution. L'album est positivement et négativement accueilli par la presse spécialisée. Kevin Stewart-Panko de Decibel Magazine attribue à l'album un 1 sur 10 and critiquant leur incapacité de développer plus loin leur son. En janvier 2013, le groupe participe au festival Big Day Out de Sydney. À la suite de leur seconde tournée européenne/britannique entre février et mars, Thy Art Is Murder signe au label Nuclear Blast le 24 janvier 2013 pour la distribution mondiale de Hate. Le 11 avril 2013, Sumerian Records annonce officiellement la participation du groupe au Summer Slaughter Tour.
Le groupe fait la une des médias australiens en février 2014, lorsque McMahon encourage les fans à monter sur scène pendant leur concert au Soundwave Festival,,. Le promoteur AJ Maddah tweete sa décision de les renvoyer de la scène les insultant de « crétins irrespectueux » et clamant que McMahon aurait dit à la foule que « Vous êtes un millier et il n'y a qu'une douzaine de gardes de sécurité. Frappez-les. Que tout le monde monte sur scène. »

### Holy Waret départ de McMahon (2015)
Le 31 mars 2015, le nouvel album de Thy Art Is Murder, Holy War est annoncé pour le 30 juin en Amérique du Nord chez Nuclear Blast Entertainment. Il était enregistré en secret au printemps 2014 par Will Putney. Thy Art Is Murder soutient Slayer au Mayhem Festival la même année, entre juin et août. Holy War est bien accueilli par la presse spécialisée. Le groupe tourne avec Parkway Drive à l'international entre 2015 et 2016.
Le 21 décembre 2015, le groupe annonce le départ de CJ McMahon pour des raisons familiales :  « Pour certaines personnes, il arrive un moment important dans leur vie où ce revenu n'est plus suffisant pour leur objectifs personnels et ce moment est venu pour CJ. Nous voudrions lui souhaiter leur meilleur comme il quitte le groupe pour fonder une famille et une nouvelle vie avec sa fiancée. ».

### Retour de McMahon etNo Absolution(2017)
Le 14 janvier 2017 au festival Unify en Australie, le chanteur  C.J McMahon réapparaît avec le groupe sur scène. Son retour est officialisé par le groupe le 20 janvier 2017, le chanteur s'explique brièvement sur les raisons de son départ et sur celles de son retour : « J’étais un toxicomane, j’étais un musicien fauché, et j’avais des putains de problèmes. Je me suis marié, je me suis remis en question, et maintenant je suis de retour pour conquérir le monde avec mes putains de frères. ».
Le groupe dévoile pour l'occasion une nouvelle chanson intitulée «No Absolution», le groupe précise qu'elle n'annonce pas la sortie prochaine d'un album.

### Dear Desolation(2017)
Le 18 août 2017 sort le 4e album du groupe, intitulé Dear Desolation.

## Membres

### Membres actuels
- Sean Delander - guitare basse (2011-2015), guitare rythmique (2006—2011, depuis 2015)
- Jesse Beahler - batterie (depuis 2019)
- Andy Marsh - guitare (depuis 2010)
- Kevin Butler  guitare basse (depuis 2015)
- Tyler Miller - chant (depuis 2023)

### Anciens membres
- Brendan Van Ryn - chant (2006–2008)
- Gary Markowski - guitare solo (2006–2010)
- Josh King - guitare basse (2006–2009)
- Mick Lowe - guitare basse (2009–2011)
- Tom Brown - guitare (2012–2013)
- Lee Stanton - batterie (2006-2019)
- Chris « CJ » McMahon - chant (2009-2015, 2017-2023)

### Membres de tournée
- Roman Koester - guitare solo (depuis 2013)
- Nick Arthur - chant (2015-2016)
- Monte Barnard - chant (2015-2016)
- Lochlan Watt - chant (2015-2016)

## Discographie

### Albums studio
- 2010 : The Adversary
- 2012 : Hate
- 2015 : Holy War
- 2017 : Dear Desolation
- 2019 : Human Target
- 2023 : Godlike

### EPs
- 2007 : This Hole is Not Deep Enough
- 2008 : Infinite Death
- 2009 : Engineering the Anti-Christ
- 2016 : The Depression Sessions (avec Fit For An Autopsy et The Accacia Strain)
- 2023 : The Agression Session (avec Fit For An Autopsy et Malevolence)

### Singles
- 2017 : No Absolution
- 2018 : Death Perception
- 2020 : Killing Season
- 2023 : Until There Is No Longer